# Fritz Kaiser (Fußballspieler)
Fritz Kaiser (Lebensdaten unbekannt) war ein deutscher Fußballspieler und -trainer.

## Werdegang
Fritz Kaiser war in seiner aktiven Karriere Stürmer und spielte in der Saison 1942/43 für Arminia Bielefeld in der seinerzeit erstklassigen Gauliga Westfalen. Dort belegte die Mannschaft den siebten Platz. In der Saison 1950/51 trainierte Kaiser als Nachfolger von Friedrich Otto die Arminia, die gerade in die seinerzeit zweitklassige II. Division West abgestiegen war. Die Bielefelder wurden am Saisonende Neunter und Kaiser verließ den Verein mit unbekanntem Ziel. Sein Nachfolger wurde Hellmut Meidt.